# Kommunistiska Partiet
De Kommunistiska Partiet (KP, Zweeds voor 'Communistische Partij'), ook Kommunisterna (K, 'de Communisten') genoemd, is een kleine, communistische politieke partij in Zweden. Het is de oudste nog actieve communistische partij van het land. Ze is gevestigd in Göteborg en publiceert het blad Proletären. 
De partij is een van verschillende linkse partijen in Zweden. In het parlement zijn de Socialdemokratiska Arbetareparti (sociaaldemocraten), Miljöpartiet de Gröna (groenen) en Vänsterpartiet (socialisten) vertegenwoordigd. Andere, kleine linkse partijen zijn Feministiskt Initiativ (radicaal feminisme) en de Sveriges Kommunistiska Parti (communisten).

## Geschiedenis
In 1967 splitste een Chineesgezinde, maoïstisch-geïnspireerde groep zich af van de eurocommunistische Vänsterpartiet – Kommunisterna, die op haar beurt terugging op de Socialdemokratiska Arbetareparti. De KFML hield echter op te bestaan in 1970. De linkervleugel stichtte daarop onder leiding van Frank Baude de Kommunistiska Förbundet Marxist-Leninisterna (Revolutionärerna), afgekort KFML(r). Tussen 1977 en 2004 heette de partij Kommunistiska Partiet Marxist-Leninisterna (Revolutionärerna), afgekort KPML(r), en sinds 2005 Kommunistiska Partiet. 
Bij de Zweedse parlementsverkiezingen 1973 kreeg de partij 8014 stemmen (0,16%) en won ze geen zetel. De partij neemt om tactische en financiële redenen niet langer deel aan nationale of Europese verkiezingen, maar wel aan gemeenteverkiezingen. Sinds de verkiezingen van 2022 beschikt de partij zo over 2 gemeenteraadsleden.

## Voorzitters

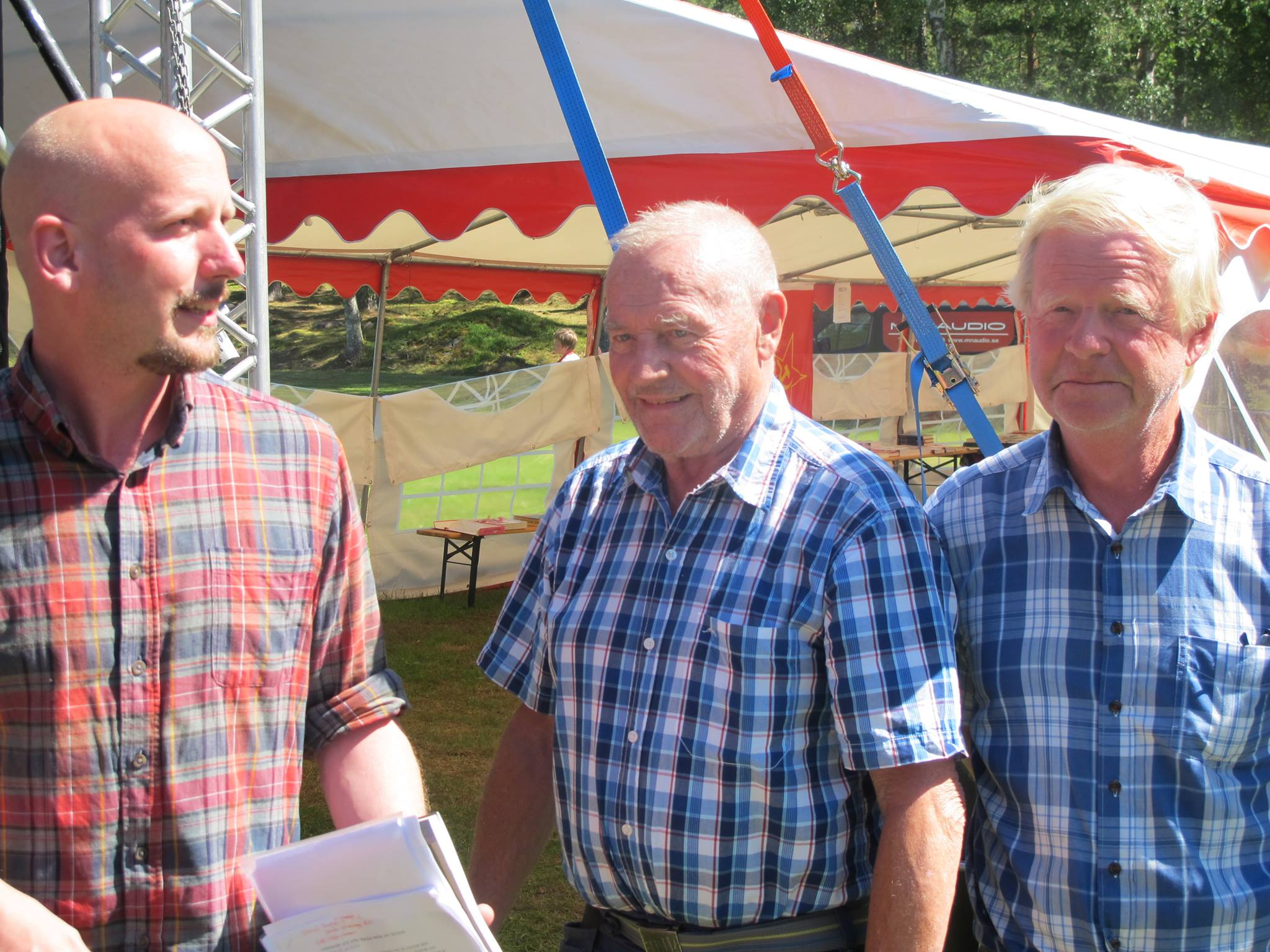
Robert Mathiasson, Frank Baude en Anders Carlsson in 2016

| Periode    | Voorzitter        |
| ---------- | ----------------- |
| 1970–1999  | Frank Baude       |
| 1999–2014  | Anders Carlsson   |
| 2014–2019  | Robert Mathiasson |
| 2019–2020  | Ulf Nilsson       |
| 2020–heden | Povel Johansson   |

## Standpunten
De KP schuift het socialisme naar voren als noodzakelijk alternatief voor het kapitalisme dat crises, klimaatontaarding en een groeiende kloof tussen de sociale klassen veroorzaakt. De partij is internationalistisch en verwerpt het imperialisme. In haar strijd voor de belangen van de werkende klasse, ijvert de KP onder andere voor de rechten van werknemers, voor arbeidsduurvermindering, voor syndicale rechten, voor democratische rechten, voor vrouwenrechten, tegen racisme en vreemdelingenhaat, voor een sterke openbare dienstverlening en sociale zekerheid, voor een uittrede uit de Europese Unie en tegen de monarchie. De partij ijvert voor ontwapening en een afschaffing van het beroepsleger. Ze is tegen lidmaatschap van of samenwerking met de NAVO.